# Долматівка
Долма́тівка (Долматове) — село в Україні, центр Долматівської сільської громади Скадовського району Херсонської області. Населення становить 1390 осіб.

## Історія
Станом на 1886 рік в селі Бехтерської волості мешкало 635 осіб, налічувалось 90 дворів, існували 2 лавки.
24 лютого 2022 року село тимчасово окуповане російськими військами під час російсько-української війни.

## Населення
Згідно з переписом УРСР 1989 року чисельність наявного населення села становила 1336 осіб, з яких 662 чоловіки та 674 жінки.
За переписом населення України 2001 року в селі мешкало 1390 осіб.

### Мовний склад
Рідна мова населення за даними перепису 2001 року:
| Мова       | Чисельність, осіб | Доля     |
| ---------- | ----------------- | -------- |
| Українська | 1 282             | 92,23 %  |
| Російська  | 99                | 7,12 %   |
| Інше       | 9                 | 0,65 %   |
| Разом      | 1 390             | 100,00 % |

## Особистості
У селі народилися:
- Коломієць Наталія Анатоліївна (1963—2014) — українська поетеса.